# 許褚
許 褚（きょ ちょ、生没年不詳）は、中国後漢末期から三国時代の武将。『三国志』魏志「二李臧文呂許典二龐閻伝」に伝がある。字は仲康。兄は許定。子は許儀。孫は許綜。

## 生涯

### 怪力の傑
身長8尺（およそ184cm）で腰周りが10囲（およそ120cm）あり、容貌が雄々しく毅然としており、武勇と力量も人並み外れていた。
後漢末、許褚は若者や一族数千家を糾合し、全員で砦を固めて賊の侵入を防いでいた。汝南の喝破の賊一万人余りが侵攻して来ると、多勢に無勢で疲労し、武器や矢弾も尽き果てるまで追い込まれたが、許褚は城中の男女に湯呑みや枡ほどの大きさの石を用意させ、投げつけて抵抗させた。食糧が乏しくなると許褚は一計を案じ、賊と和睦を結ぶ振りをして牛と食糧を交換させた。賊が来て牛を引き取ったが、牛はすぐさま逃げ帰って来てしまった。このため許褚が、片手で牛の尾を掴んで引き摺り、牛を賊の元へ返そうとすると、賊は驚き牛も引き取らずに逃げ帰ってしまった。この噂は豫州一帯に広がり、聞いたものはみな許褚を恐れるようになったという。

### 曹操の親衛へ
曹操が淮・汝の地方を支配すると、許褚は軍勢を挙げて曹操に帰服した。曹操は許褚の勇壮な雰囲気に「我が樊噲である」と言った。その日のうちに許褚は都尉となり、宿衛に入った。許褚に従っていた侠客はみな虎士（近衛兵）となった。
張繡征伐に従軍して先鋒となり、校尉に昇任した。
袁紹との官渡の戦いにも従軍した。従士の徐他らは以前から謀叛を企てていたが、曹操の傍で侍衛している許褚を恐れ事を起こすことができなかった。このため、徐他らが許褚の休みの日に行動を起こしたが、許褚は宿舎まで来たところで胸騒ぎを起こし、すぐに引き返した。徐他らはそうとも知らず曹操の帳に入り、許褚を見て大いに驚いた。許褚は、徐他らの顔色が変わったのを見て謀叛を悟り、すぐさま彼らを打ち殺した。このことで曹操はさらに許褚を信愛し、出入りにも同行させて左右から離さないようになった。
鄴の包囲戦に従軍し、戦功を立てて関内侯に封ぜられた。

### 勇猛さと栄達

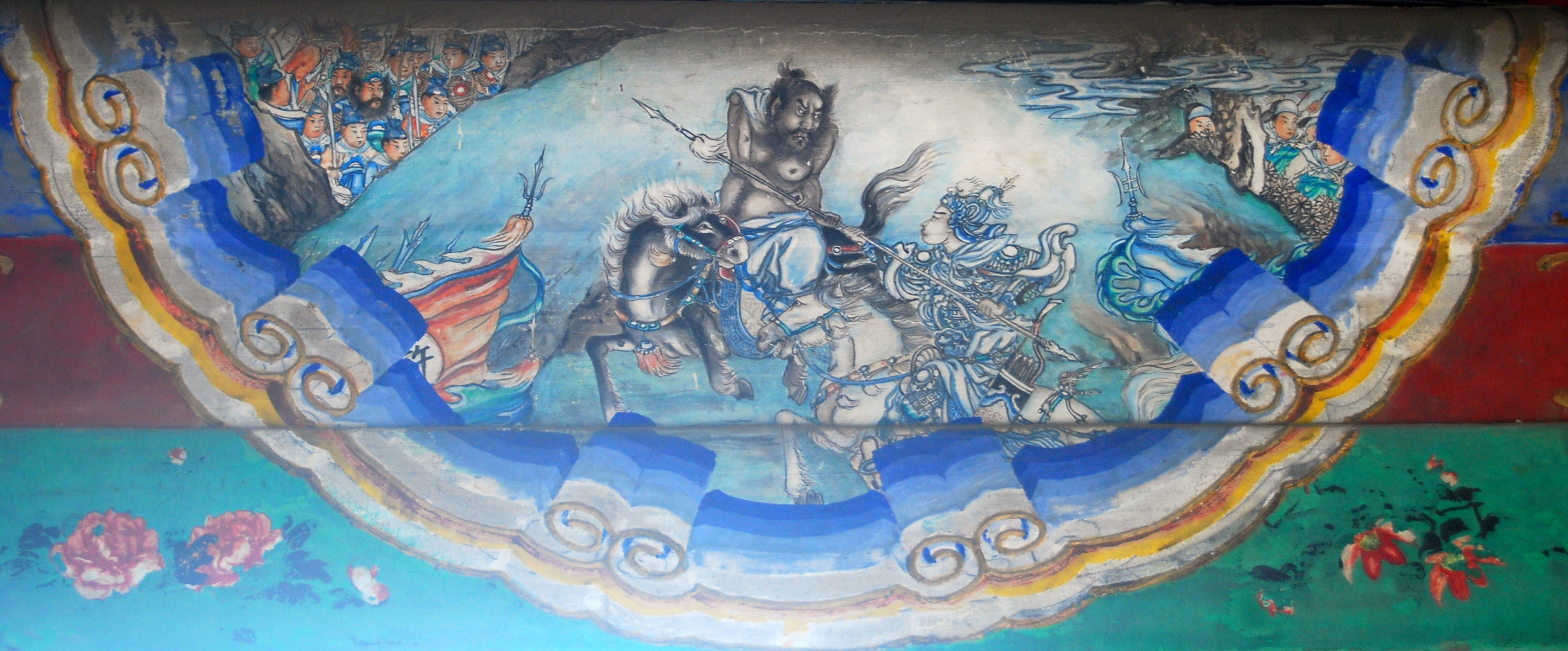
馬超との一騎討ちに臨む許褚（左）

韓遂・馬超との潼関の戦いでは、曹操は黄河の北岸へ渡る前に兵を先に渡河させた。しかし、曹操が許褚や親衛隊百人余りと共に南岸に留まって背後を遮断すると、馬超は兵1万人余りを率いて来攻し、雨のように矢を降り注がせた。許褚は曹操を支えて船に乗せたが、兵も挙って乗ろうとしたため、船が重さで沈没しそうになった。そこで許褚は船によじ登ろうとする者を斬り、左手で馬の鞍を掲げて曹操を矢から守った。さらに、船頭が流れ矢に当たって死ぬと自ら右手で船を漕ぎ、曹操を渡河させた。
その後、戦局が膠着したため両者は会談の場をもつことになった。曹操は韓遂・馬超らと単騎で語らうこととなり、従騎として許褚だけを連れて行った。馬超は武術の腕を頼りに曹操を殺そうと考えていたが、以前から許褚の勇猛さと武力を聞いていたため、従騎が許褚ではないかと疑った。馬超が曹操に対し「公の下には虎侯という者がいると聞いているが」と問いかけると、曹操は無言で後ろを指した。このため許褚が馬超を睨みつけると、馬超は動くことができずに結局引き返した。数日後、馬超軍と戦った時、曹操は馬超らを大いに破った。許褚は自ら敵の首級を挙げ、武衛中郎将に昇進した。武衛という称号はこの時から始まったという。
曹操が魏王となった頃、曹仁が荊州から戻ってきたときに宮殿の外で許褚に出会った。曹仁が中に座って寛いで語ろうと誘ったが、許褚は「王（曹操）は、まもなく出殿なされる」と言ってすぐ宮殿に引き返してしまった。曹仁がこのことに怒ると、ある者が許褚に対し「征南将軍（曹仁）は王族の重臣なのに、謙って君をお呼びになったのだ。それなのになぜ断ったのか」と言った。これに対し許褚は「彼は王族の重鎮といえども外の諸侯です。私のような内の臣下の端くれが、部屋に入ってどんなことを話せましょうか」と答えた。それを聞いた曹操は、ことさらに許褚を信愛し、中堅将軍に昇進させた。
曹操が亡くなると、許褚は号泣して血を吐いたという。
曹丕（文帝）が即位すると、万歳亭侯に進封され、武衛将軍に転任した。中軍の宿衛禁兵を都督し、曹丕にも側近として大いに親しまれた。かつて許褚が率いて虎士となった者から、後に武功によって将軍となり侯に封ぜられた者は数十人に、また都尉・校尉となった者は100人余りに上り、皆が剣術家であったといわれる。
曹叡（明帝）が即位すると、牟郷侯に進封して領邑700戸となり、一子が関内侯に封ぜられた。やがて死去し、壮侯と諡された。子の許儀が後を嗣いだ。太和年間に再び許褚の忠孝が評価され、詔勅により子孫二人が関内侯に封ぜられた。
陳寿は、許褚と典韋が曹操の左右を警護したことは、漢の樊噲に準えると評している。
裴松之は、徐他の謀叛に許褚が胸騒ぎを起こしたのは、漢の金日磾と同じく忠誠の極致があったためで、さらに潼関の危難も許褚がいなければ救済できなかったことであり、その功烈は典韋に勝るものがあると述べている。また、典韋が曹操の廟庭に功臣として祭られたものの、許褚は祭られることがなかったため、そのことについて理解しがたいとも述べている。

## 家系図
|      |      |      |      | ●    |      |  |  |  |  |      |      |      |      |      |      |  |  |  |  |  |  |  |  |  |  |
|      |      |      |      |      |      |  |  |  |  |      |      |      |      |      |      |  |  |  |  |  |  |  |  |  |  |
|      |      |      |      |      |      |  |  |  |  |      |      |      |      |      |      |  |  |  |  |  |  |  |  |  |  |
| 許定 | 許定 | 許定 | 許定 | 許定 | 許定 |  |  |  |  | 許褚 | 許褚 | 許褚 | 許褚 | 許褚 | 許褚 |  |  |  |  |  |  |  |  |  |  |
| 許定 | 許定 | 許定 | 許定 | 許定 | 許定 |  |  |  |  | 許褚 | 許褚 | 許褚 | 許褚 | 許褚 | 許褚 |  |  |  |  |  |  |  |  |  |  |
|      |      |      |      |      |      |  |  |  |  | 許儀 |      |      |      |      |      |  |  |  |  |  |  |  |  |  |  |
|      |      |      |      |      |      |  |  |  |  |      |      |      |      |      |      |  |  |  |  |  |  |  |  |  |  |
|      |      |      |      |      |      |  |  |  |  | 許綜 |      |      |      |      |      |  |  |  |  |  |  |  |  |  |  |

- 許定 - 許褚の兄。許褚が賊に抵抗するため若者を従えて砦に立てこもった時、やはり一族と共に賊と戦った。後に許褚と共に曹操に仕え、軍功によって振威将軍を拝命し、王道巡回の虎賁（近衛兵）を指揮した。
- 許綜 - 許褚の孫で、許儀の子。父は景元4年（263年）の蜀征伐のとき軍令により殺害されたが、その後、泰始年間（265年 - 274年）の初め、遺領を相続した[12]。

## 人柄
許褚の性格は慎み深く、誠実かつ重厚で無口だった。
また力が虎のようであるものの、痴（頭の回転が鈍い）であったため、「虎痴」と呼ばれていた。それでもって天下の称賛を浴びることになったため、虎痴が彼の本当の名前だと思われるようになったという（両語の発音が近いため）。馬超は許褚を「虎侯」と呼んだとある。
陳安は洛陽に遊学し書物を学んだが、この時、許褚伝に感銘を受け、自らの字を虎侯とした。

## 三国志演義
小説『三国志演義』では、曹操軍が黄巾族の残党と戦っている時、何儀という黄巾族の総大将が出て来て、曹操に一騎討ちの勝負を挑んで来る場面がある。曹操は典韋に命じ、何儀を捕らえに行かせる。その時一人の農民が現れ何儀を捕らえ去ろうとするが、この農民が許褚であり、典韋は許褚を追いかけ何儀をこちらに渡すように促すが、許褚が拒否したため二人は一騎討ちをし、互角に戦うことになる。この許褚の勇猛さを聞いた曹操は「あれほどの男を殺すのは惜しい」と思い、部下に罠を仕掛けさせ、捕えて連れて来るように命じる。その後、典韋が許褚と戦っている所で引き上げの合図が聞こえ、典韋はわざと引き上げる。許褚は典韋を追いかけたが、途中許褚は罠にかかり曹操の下へ連れて行かれることになる。曹操は他の敵将と同じ扱いを受けた許褚を見ると「誰がこんな扱いをせよと言ったのだ。」と言い、すぐに縄を解くように命じ許褚に謝ると、部下にならないかと誘う。許褚は自分を部下にしてくれる事を喜んで引き受け、仕えることとなっている。
その後も許褚は、曹操配下として抜群の武勇を発揮して活躍し、特に馬超との一騎討ちでは途中から上半身裸になって戦う勇姿を見せる。一方、酒に酔って兵糧を張飛に奪われるという失態も演じている。